# Lobatolampea
Lobatolampea is een geslacht van ribkwallen uit de klasse van de Tentaculata.

## Soort
- Lobatolampea tetragona Horita, 2000